# Henriette Roland Holst
Henriëtte Goverdine Anna Roland Holst (geb. van der Schalk) (* 24. Dezember 1869 in Noordwijk; † 21. November 1952 in Amsterdam) war eine niederländische Dichterin und sozialistische und kommunistische Politikerin. Seit 1930 wandte sie sich religiös-sozialistischen Ideen zu.

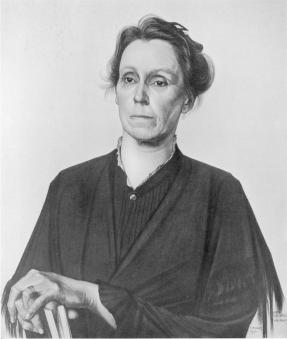
Henriëtte Roland Holst

## Leben
Henriette van der Schalk wurde in eine wohlhabende Juristenfamilie geboren. Ihre Eltern, Theodoor Willem van der Schalk und Anna Ida van der Schalk-van der Hoeven, erzogen sie in einem christlichen und liberalen Geist. Sie hatte bereits in der Jugend Kontakt zu Dichtern wie Albert Verwey und wollte schon früh selber schreiben. Nach dem Unfalltod ihres Vaters und ihrer Schwester lernte sie 1892 den Künstler Rik Roland Holst kennen, den sie 1896 heiratete. Ihr erster Gedichtband „Sonnetten en verzen in terzinen geschreven“ wurde positiv wahrgenommen.

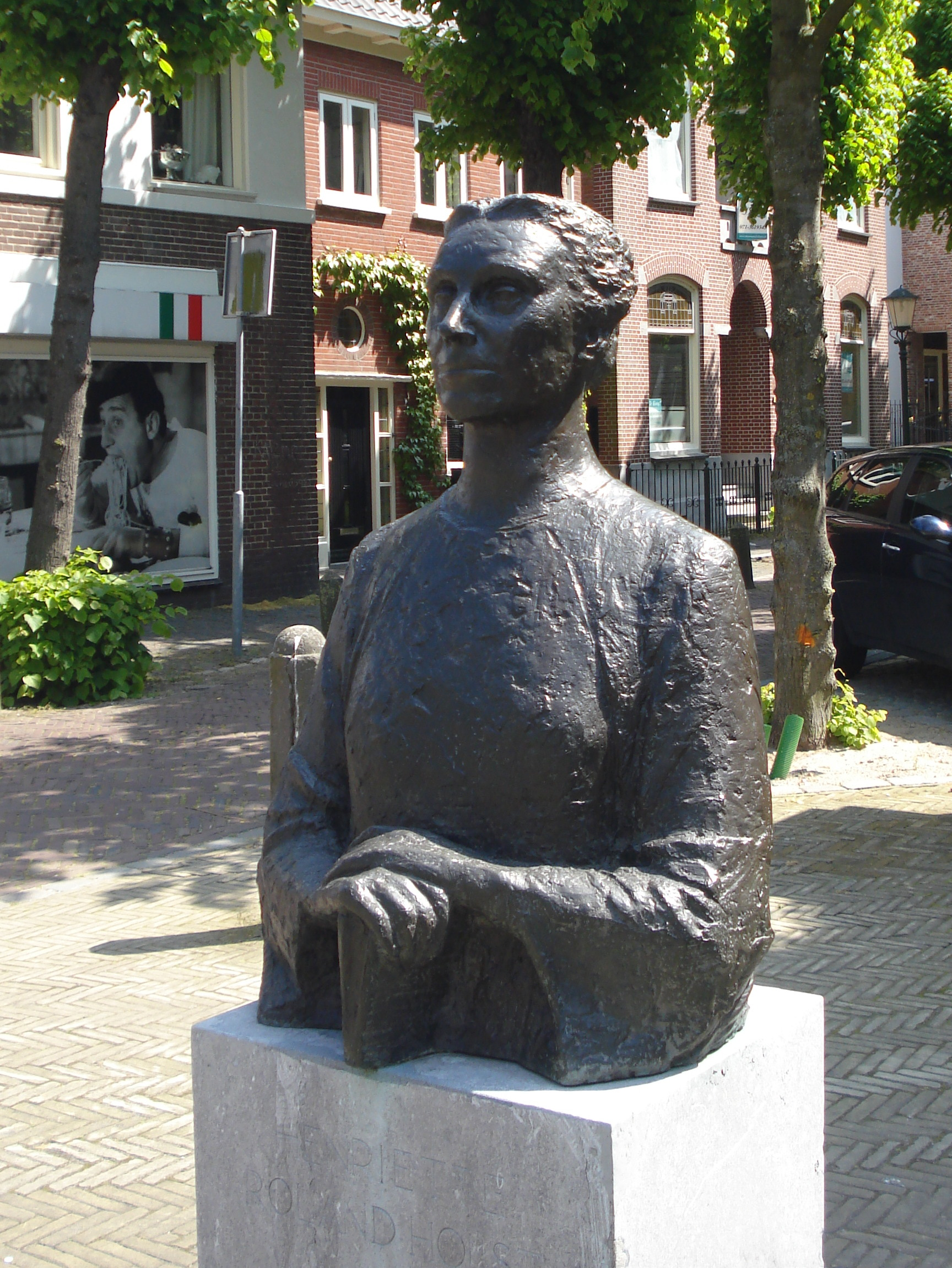
Büste von Henriette Roland Holst auf dem Lindenplein, Noordwijk

Das Ehepaar Roland Holst hat sich schon früh für die Ideen des Sozialismus interessiert. Beide traten 1897 der Sozial-Demokratischen Arbeiterpartei der Niederlande, einer Vorgängerorganisation der Partij van de Arbeid, bei. Henriëtte Roland Holst war bis 1909 in der Partei sehr engagiert. Sie trat als Rednerin auf, gab Kurse, hatte zeitweise einen Platz im Parteivorstand inne, schrieb für sozialdemokratische Blätter und unterstützte die Partei auch finanziell. Sie stand in Kontakt unter anderem mit Rosa Luxemburg und Leo Trotzki. In den Niederlanden arbeitete sie mit Anton Pannekoek und Herman Gorter zusammen. Im Jahr 1907 hielt sie auf der Internationalen sozialistischen Jugendkonferenz in Stuttgart ein Hauptreferat zum Thema „sozialistische Erziehung der Jugend“.
Zahlreiche ihrer politischen Schriften wurden übersetzt, besonders häufig ins Russische. Zuerst auf Deutsch schrieb sie 1905 den Beitrag „Generalstreik und Sozialdemokratie“. Sie übersetzte Die Internationale ins Niederländische. Die politisch geprägten Gedichte (De nieuwe geboort 1903), die in dieser Schaffensphase entstanden, wurden von den Kritikern zurückhaltend kommentiert.
Innerhalb der Partei gehörte Henriëtte Roland Holst schließlich zur linken Opposition. Anders als andere trat sie 1909 nicht aus der Partei aus. Erst 1912 verließ sie die Partei, ohne sich einer anderen Organisation anzuschließen.
Erst während des Ersten Weltkriegs wurde sie wieder politisch aktiv und gründete den „Revolutionär-Sozialistischen Verband“. Sie unterzeichnete als Vertreterin der Niederlande 1915 das Zimmerwalder Manifest. Unter ihrer Führung schloss sich der Revolutionär Sozialistischen Verband 1916 der Sozial-Demokratische Partei an. Diese Organisation nannte sich seit 1918 Kommunistische Partei Hollands. Roland Holst war von der russischen Revolution begeistert und wurde Leiterin der Redaktion der Zeitschrift De Communistische Gids („Der kommunistische Führer“).
Daneben veröffentlichte sie weiter Gedichte, die weniger politisch waren als in der zurückliegenden Zeit. Der 1918 erschienene Band Verzonken Grenzen („Versunkene Grenzen“) war von der Mystik geprägt. Von der Kritik wurde der Band positiv aufgenommen.
Im Jahr 1927 trat sie aufgrund ihrer Enttäuschung über die bolschewistische Gewalt aus der kommunistischen Partei aus, ohne sich von deren Zielen zu distanzieren. Seit 1930 wandte sie sich religiös-sozialistischen Ideen zu und veröffentlichte 1934 Tusschen tijd en eeuwigheid („Zwischen Zeit und Ewigkeit“).
Während des Zweiten Weltkrieges veröffentlichte sie illegale Schriften und sprach sich gegen den Kolonialismus aus. Sie war in den letzten Jahren ihres Lebens eine anerkannte literarische und politische Persönlichkeit.

## Veröffentlichungen

### Lyrik
- Sonnetten en Verzen in Terzinen geschreven, Scheltema en Holkemas Boekhandel, Amsterdam 1896.
- Het Jeugdwerk (1884 bis 1892). Herausgegeben von Richard Roland Holst, 1969.

### Politik
- De groote spoorwegstaking, de vakbeweging en de SDAP. Den Haag 1903.
- Algemeene werkstaking en sociaaldemocratie. Rotterdam 1906.
- De Revolutionaire Massa-Aktie. Rotterdam 1918.
- De strijdmiddelen der sociale revolutie. Amsterdam 1918.
- De daden der Bolschewiki. Amsterdam 1919.
- Verslag van het Derde Internationale Communistische Congres. 1921.
- Rosa Luxemburg: Ihr Leben und Wirken. Jean Christophe-Verlag: Zürich 1937.